# ألان هانينغ
ألان هانينغ (بالإنجليزية: Alan Henning)‏ وهو سائق سيارة أجرة وناشط إنساني بريطاني ضد الأيدز ولد في يوم 15 أغسطس 1967 في لانكشر في إنجلترا في المملكة المتحدة، تم قتله بواسطة قطع رأسه من قبل تنظيم الدولة الإسلامية في العراق والشام (داعش) في 3 أكتوبر 2014، وقد تم عرض قطع رأسهِ في فيديو من التنظيم، وقد كان رداً من داعش على مشاركة بريطانيا في حظرها الجوي في المناطق التي تسيطر عليها داعش.

## مقالات ذات صلة
- جيمس فولي
- ستيفن سوتلوف